# Penaincisalia
Penaincisalia là một chi bướm ngày thuộc họ Lycaenidae.